# Jugoszlávia az 1972. évi téli olimpiai játékokon
Jugoszlávia a japán Szapporóban megrendezett 1972. évi téli olimpiai játékok egyik részt vevő nemzete volt. Az országot az olimpián 4 sportágban 26 sportoló képviselte, akik érmet nem szereztek.

## Alpesisí
Férfi
| Versenyző    | Versenyszám      | Selejtező | Selejtező | Döntő    | Döntő    | Döntő    | Döntő    | Döntő      | Döntő      |
| Versenyző    | Versenyszám      | Selejtező | Selejtező | 1. futam | 1. futam | 2. futam | 2. futam | Összesítés | Összesítés |
| Versenyző    | Versenyszám      | Idő       | Hely.     | Idő      | Hely.    | Idő      | Hely.    | Idő        | Helyezés   |
| ------------ | ---------------- | --------- | --------- | -------- | -------- | -------- | -------- | ---------- | ---------- |
| Marko Kavčič | Műlesiklás       | 1:44,53   | 10.       | kizárták | kizárták | kiesett  | kiesett  | kiesett    | kiesett    |
| Marko Kavčič | Óriás-műlesiklás |           |           | 1:39,01  | 35.      | 1:46,08  | 34.      | 3:25,09    | 31.        |

## Északi összetett
| Versenyző     | Síugrás | Síugrás | Sífutás | Sífutás | Sífutás | Összesítés | Összesítés |
| Versenyző     | Pont    | Hely.   | Idő     | Pont    | Hely.   | Pont       | Helyezés   |
| ------------- | ------- | ------- | ------- | ------- | ------- | ---------- | ---------- |
| Janez Gorjanc | 155,8   | 28.     | 52:40,1 | 181,720 | 31.     | 337,520    | 32.        |

## Jégkorong
| Jugoszláv férfi jégkorongcsapat-játékoskeret                                                         | Jugoszláv férfi jégkorongcsapat-játékoskeret                                                   | Jugoszláv férfi jégkorongcsapat-játékoskeret                                                  |
| --- | ---------------------------------------------------------------------------------------------- | --------------------------------------------------------------------------------------------- |
| - Božidar Beravs - Slavko Beravs - Albin Felc - Anton Jože Gale - Gorazd Hiti - Rudi Hiti - Bogo Jan | - Ivo Jan - Rudi Knez - Bojan Kumar - Janez Puterle - Viktor Ravnik - Ivo Ratej - Boris Renaud | - Drago Savić - Štefan Seme - Roman Smolej - Silvo Poljanšek - Viktor Tišler - Franci Žbontar |

### Eredmények
Selejtező
| 1972. február 3. | Svédország (SWE) | 8 – 1 (0–0, 4–0, 4–1) | Jugoszlávia | Szapporo |

|  |  |  |  |  |
|  |  |  |  |  |
|  |  |  |  |  |
|  |  |  |  |  |

A 7–11. helyért
| 1972. február 6. | Norvégia (NOR) | 5 – 2 (0–1, 3–0, 2–1) | Jugoszlávia | Szapporo |

|  |  |  |  |  |
|  |  |  |  |  |
|  |  |  |  |  |
|  |  |  |  |  |

| 1972. február 7. | NSZK (FRG) | 6 – 2 (2–1, 2–1, 2–1) | Jugoszlávia | Szapporo |

|  |  |  |  |  |
|  |  |  |  |  |
|  |  |  |  |  |
|  |  |  |  |  |

| 1972. február 9. | Japán (JPN) | 3 – 2 (2–2, 0–0, 1–0) | Jugoszlávia | Szapporo |

|  |  |  |  |  |
|  |  |  |  |  |
|  |  |  |  |  |
|  |  |  |  |  |

| 1972. február 11. | Svájc (SUI) | 3 – 3 (1–3, 1–0, 1–0) | Jugoszlávia | Szapporo |

|  |  |  |  |  |
|  |  |  |  |  |
|  |  |  |  |  |
|  |  |  |  |  |

Végeredmény
| Csapat      | M | Gy | D | V | G+ | G– | Gk  | P |
| ----------- | - | -- | - | - | -- | -- | --- | - |
| NSZK        | 4 | 3  | 0 | 1 | 22 | 10 | +12 | 6 |
| Norvégia    | 4 | 3  | 0 | 1 | 16 | 14 | +2  | 6 |
| Japán       | 4 | 2  | 1 | 1 | 17 | 16 | +1  | 5 |
| Svájc       | 4 | 0  | 2 | 2 | 9  | 16 | –7  | 2 |
| Jugoszlávia | 4 | 0  | 1 | 3 | 9  | 17 | –8  | 1 |

| Csapat      | Helyezés |
| ----------- | -------- |
| Jugoszlávia | 11.      |

## Síugrás
| Versenyző       | Versenyszám | 1. ugrás | 1. ugrás | 1. ugrás | 2. ugrás | 2. ugrás | 2. ugrás | Összesítés | Összesítés |
| Versenyző       | Versenyszám | Távolság | Pont     | Hely.    | Távolság | Pont     | Hely.    | Pont       | Helyezés   |
| --------------- | ----------- | -------- | -------- | -------- | -------- | -------- | -------- | ---------- | ---------- |
| Marjan Mesec    | Normálsánc  | 74,0     | 100,1    | 38.      | 71,0     | 95,3     | 35.*     | 195,4      | 37.        |
| Marjan Mesec    | Nagysánc    | 83,0     | 78,7     | 39.*     | 84,5     | 83,8     | 33.      | 162,5      | 37.*       |
| Danilo Pudgar   | Normálsánc  | 79,5     | 112,4    | 11.*     | 68,5     | 92,3     | 40.      | 204,7      | 27.        |
| Danilo Pudgar   | Nagysánc    | 92,5     | 98,5     | 15.      | 97,5     | 107,5    | 5.       | 206,0      | 8.         |
| Drago Pudgar    | Normálsánc  | 73,5     | 97,8     | 42.      | 73,5     | 99,3     | 29.      | 197,1      | 35.        |
| Drago Pudgar    | Nagysánc    | 91,5     | 95,6     | 23.*     | 84,0     | 84,1     | 31.*     | 179,7      | 23.        |
| Peter Štefančič | Normálsánc  | 77,0     | 107,9    | 21.      | 77,5     | 110,2    | 5.*      | 218,1      | 10.        |
| Peter Štefančič | Nagysánc    | 79,0     | 67,6     | 49.      | 84,0     | 77,6     | 40.      | 145,2      | 48.        |

* - egy másik versenyzővel azonos eredményt ért el